# THW Kiel
Maillots
Actualités
Dernière mise à jour : 10 octobre 2022.
Le Turnverein Hassee-Winterbek e.V. (THW Kiel e.V.) est un club omnisports basé à Kiel en Allemagne.
Sa section la plus prestigieuse est le club masculin de handball qui participe à la Bundesliga depuis 1974 et est entraîné par le Tchèque Filip Jícha depuis 2019. Le club possède le palmarès le plus important dans les trois compétitions d'Allemagne : 23 titres de champion d'Allemagne, 13 coupes d'Allemagne et 13 Supercoupes d'Allemagne. Il a également remporté huit coupes d'Europe : 4 fois la Ligue des champions (C1) (ainsi que 4 défaites en finale) et 4 fois la Coupe de l'EHF (C3).

## Histoire

### Le THW Kiel, plus grand club d'Allemagne

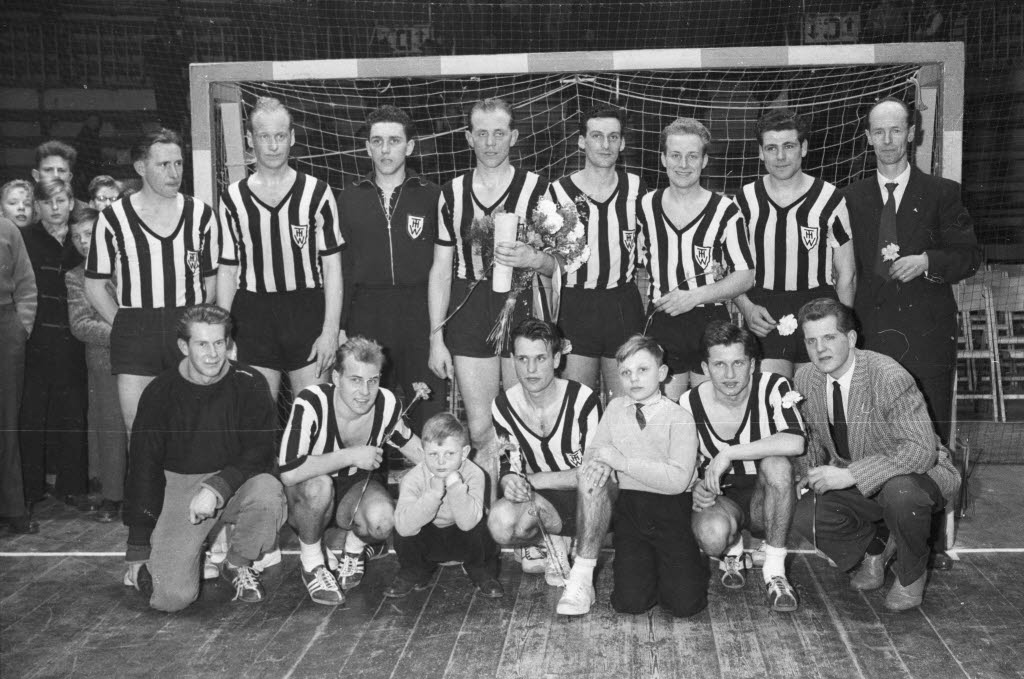
L'effectif champion d'Allemagne en 1957.

Depuis la fondation de la Bundesliga en 1948, le THW remporta trois titres de championnat d’Allemagne de handball en 1957, 1962 et en 1963 et 18 des 20 saisons du championnat du Schleswig-Holstein. En 1966, Kiel perd toutefois le titre face au VfL Bad Schwartau et devra donc attendre la saison suivante pour accéder à la Bundesliga Nord. Dès lors, à l'exception de la saison 1973-1974, le THW Kiel n'a jamais quitté l'élite du handball allemand.
L'histoire s'accélère dans les années 1990 avec la création en 1992 d'une société (GmbH, équivalent d'une SARL) puis avec l'arrivée en 1993 de l'entraineur yougoslave Noka Serdarušić. Ainsi, lors de la saison 2006/2007, le club remporte pour la treizième fois de son histoire le championnat d'Allemagne et devient ainsi le recordman de titres en devançant le VfL Gummersbach. Depuis lors, le club domine le meilleur championnat d'Europe.
Avec un total de 37 titres nationaux, le THW Kiel devance largement le VfL Gummersbach et le HC Empor Rostock avec 17 titres nationaux chacun.

### La ruée vers l'Europe puis vers le monde

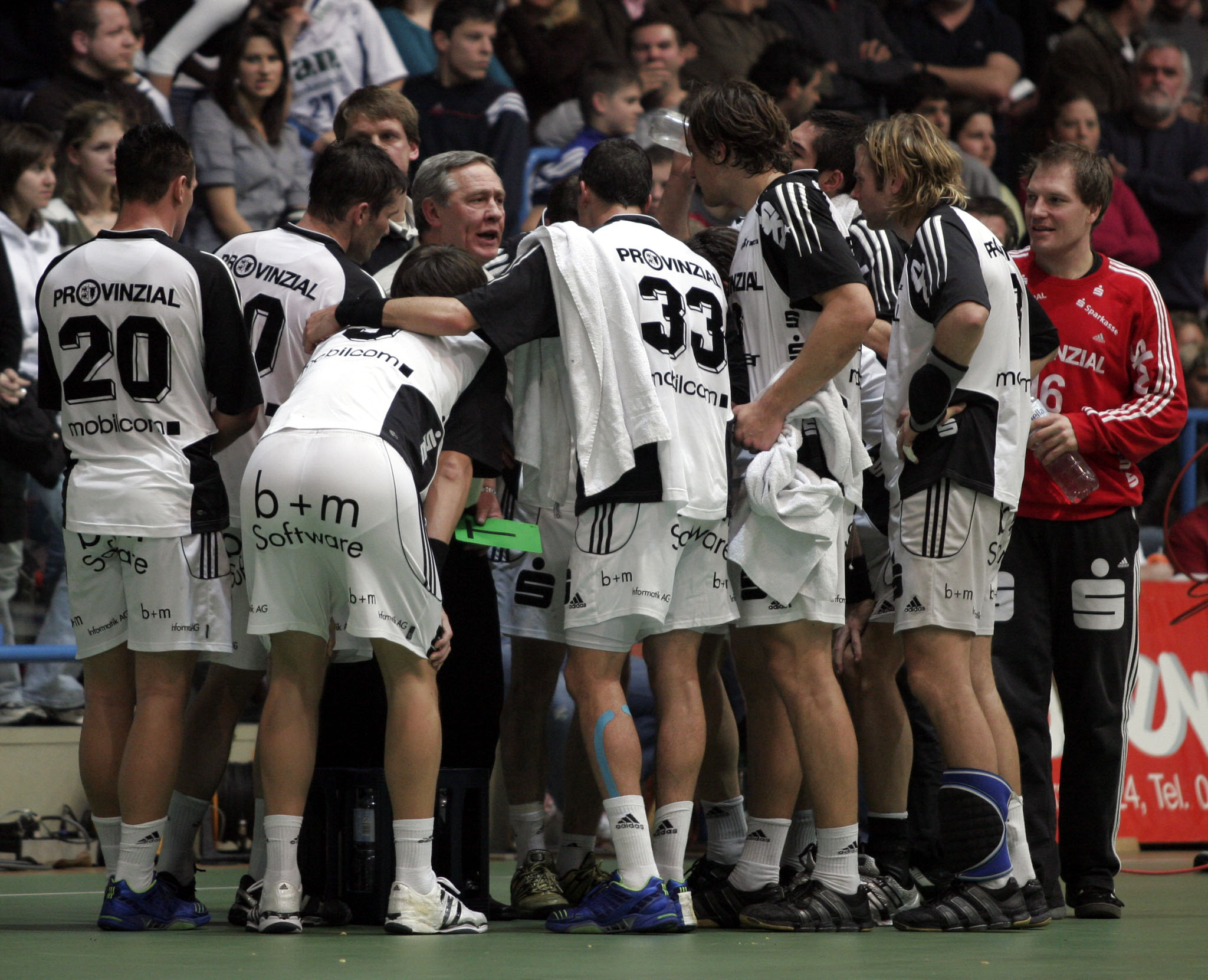
Les joueurs rassemblés autour de Noka Serdarušić lors d'un temps mort en 2006.

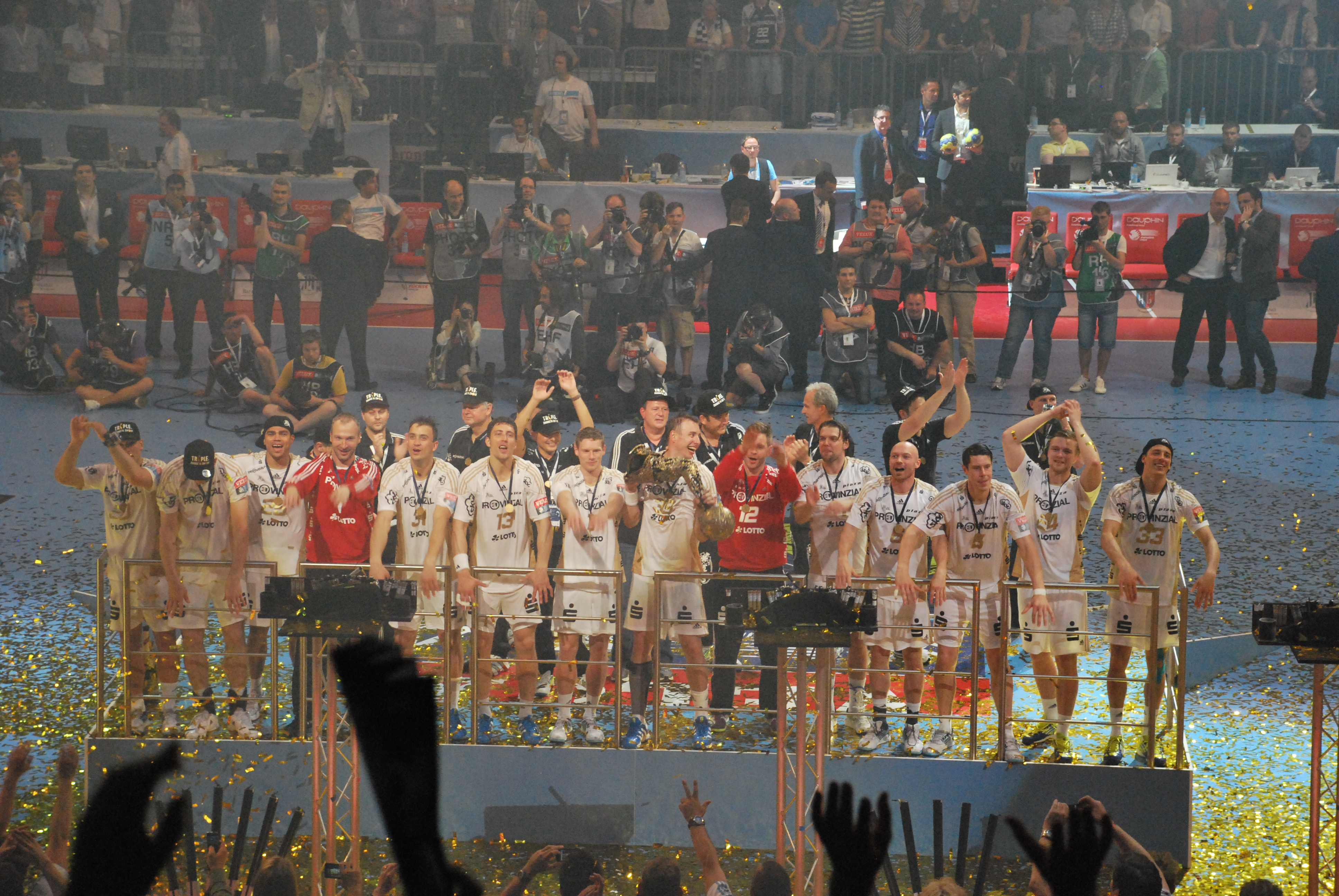
Le THW Kiel, vainqueur de la Ligue des champions 2012.

La première campagne européenne du THW Kiel a eu lieu lors de la saison 1962-1963, à la suite de son deuxième titre de champion d'Allemagne : cette campagne s'est conclue lors du deuxième tour de la Coupe des clubs champions puisque après avoir battu les Polonais du Śląsk Wrocław, le club s'est alors incliné face au tchécoslovaque du HC Dukla Prague, futur vainqueur de cette édition.
Il aura fallu par la suite attendre plus de vingt ans pour revoir les Zèbres retourner sur la scène européenne : vice-champion d'Allemagne en 1983, la victoire du VfL Gummersbach la saison précédente lui permet de représenter l'Allemagne lors de la Coupe des clubs champions européens de handball 1983-1984 : le club est éliminé sans démériter en quarts de finale face au club Yougoslave du RK Metaloplastika Šabac. Puis le club prend part à la
Coupe IHF lors de la saison 1989-1990 où le club est éliminé en quarts de finale.
Les premiers titres de champion d'Allemagne au début des années 1990 permet au club de participer à la Ligue des champions avec pour point d'orgue une demi-finale pour sa troisième participation en 1997. Toutefois, le club ne termine qu'à la troisième place du championnat cette même saison, de sorte qu'il participe à la Coupe de l'EHF la saison suivante. Si la compétition est moins prestigieuse, elle permet au club de remporter son premier titre européen, s'imposant en finale face au SG Flensburg-Handewitt sur un score total de 49 à 46.
Lors des trois saisons suivantes, le club retrouve la Ligue des champions et atteint pour la première fois la finale en 2000 : vainqueur 28 à 25 du FC Barcelone lors du match aller, le club s'incline 24 à 29 à Barcelone lors du match retour et laisse son adversaire remporter son 6e titre dans la compétition
Deux ans plus tard, les deux équipes se retrouvent à nouveau en finale, mais cette fois-ci en Coupe de l'EHF : les Zèbres prennent leur revanche en s'imposant 60 à 57 (36 à 29 et 24 à 28) et remporte leur deuxième titre dans la compétition. Après un passage en Ligue des champions en 2003 terminé en quart de finale, le club participe à nouveau à la Coupe de l'EHF lors de la saison 2003-2004 : 3e participation en sept ans et 3e victoire puisque le club s'impose face à un club espagnol, le BM Altea, sur un total de 59 à 47 (32 à 28, 27 à 19).
De retour en Ligue des champions, le THW Kiel est à nouveau éliminé en quarts de finale en 2005 et 2006 puis, comme neuf ans plus tôt, c'est face au SG Flensburg-Handewitt qu'il remporte pour la première fois de son histoire la Ligue des champions 2007, emmenée par un Nikola Karabatic qui termine meilleur buteur de la compétition et qui sera désigné meilleur handballeur mondial de l'année 2007.
S'ensuivent deux défaites en finale face au club espagnol du BM Ciudad Real, 54 à 58 (victoire 29 à 27 à l'aller en Espagne mais défaite à domicile 25 à 31 au retour) en 2008 puis 66 à 67 (victoire à domicile 39 à 34 à l'aller mais défaite en Espagne 27 à 33 au retour) en 2009.
2010 constitue un remake de la finale ayant eu lieu dix ans plus tôt entre le FC Barcelone et le THW Kiel, mais, pour cette première édition du Final-Four, c'est le club allemand qui s'impose sur le score de 36 à 34. Mis à part une défaite en quarts de finale en 2011, le club atteint depuis lors chaque saison le Final-Four de la compétition. Après une victoire en 2012 face au BM Atlético de Madrid, le club s'incline en finale face au SG Flensburg-Handewitt en 2014 et en demi-finale face au HSV Hambourg en 2013 puis au Veszprém KSE en 2015.
À noter que le club a également participé à la Coupe du monde des clubs à deux reprises, remportant l'édition 2011 face au BM Ciudad Real (28-25) puis s'inclinant en finale en 2012 face au FC Barcelone (23-28).
La saison 2017-2018 est une des plus difficile puisque pour la première fois depuis la saison 2002-2003, le club ne remporte aucun trophée. De plus, il ne termine qu'à la 5e place en Championnat et ne parvient ainsi pas à se qualifier pour une coupe d'Europe pour la première fois depuis 1994. Il sera toutefois retenu sur dossier pour participer à la coupe de l'EHF.
Le bilan international du THW Kiel est de quatre Ligues des champions, trois Coupes de l'EHF et une Coupe du monde des clubs.

## Palmarès
Le palmarès du THW Kiel est, :
| Compétitions internationales | Compétitions nationales |
| - Ligue des champions (C1) : - Vainqueur (4) : 2007, 2010, 2012 et 2020 - Finaliste en 2000, 2008, 2009 et 2014 - Coupe de l'EHF (C3) - Vainqueur (4) : 1998, 2002, 2004 et 2019 - Supercoupe d'Europe - Vainqueur (1) : 2007 - Finaliste en 2004 - Coupe du monde des clubs - Vainqueur (1) : 2011 - Finaliste : 2012 et 2019 | - Championnat d'Allemagne - Vainqueur (23) : 1957, 1962, 1963, 1994, 1995, 1996, 1998, 1999, 2000, 2002, 2005, 2006, 2007, 2008, 2009, 2010, 2012, 2013, 2014, 2015, 2020, 2021 et 2023 - Vice-champion (13) : 1953, 1956, 1960, 1964, 1969, 1972, 1983, 1985, 1989, 1992, 2004, 2011, 2019, 2022 - Coupe d'Allemagne - Vainqueur (13) : 1998, 1999, 2000, 2007, 2008, 2009, 2011, 2012, 2013, 2017, 2019, 2022 et 2025 - Finaliste (3) en 1979, 1990 et 2005 - Supercoupe d'Allemagne - Vainqueur (13) : 1995, 1998, 2005, 2007, 2008, 2011, 2012, 2014, 2015, 2020, 2021 2022 et 2023 - Finaliste (11) en 1994, 1996, 1999, 2000, 2002, 2006, 2009, 2010, 2013, 2017 et 2019 |

Remarque : en souligné, les compétitions dans lesquelles le THW Kiel détient le record du nombre de titres remportés dans la compétition.

## Parcours depuis 1952
| Saison    | Compétitions nationales | Compétitions nationales | Compétitions nationales | Compétitions nationales | Compétitions internationales | Compétitions internationales |
| Saison    | Niveau                  | Championnat             | Coupe                   | Supercoupe              | Coupe d'Europe               | Autres                       |
| --------- | ----------------------- | ----------------------- | ----------------------- | ----------------------- | ---------------------------- | ---------------------------- |
| 1990-1991 | 1. Bundesliga           | 3e                      | 3e tour                 | Pas de compétition      | N.Q                          | Pas de compétition           |
| 1991-1992 | 1. Bundesliga           | 1/2 finale              | 1/8 finale              | Pas de compétition      | N.Q                          | Pas de compétition           |
| 1992-1993 | 1. Bundesliga           | 7e                      | 4e tour                 | Pas de compétition      | N.Q                          | Pas de compétition           |
| 1993-1994 | 1. Bundesliga           | Champion                | 1/8 finale              | Pas de compétition      | N.Q                          | Pas de compétition           |
| 1994-1995 | 1. Bundesliga           | Champion                | 1/2 finale              | Finaliste               | C1 : 2e Groupe B             | Pas de compétition           |
| 1995-1996 | 1. Bundesliga           | Champion                | 1/4 de finale           | Vainqueur               | C1 : 2e Groupe A             | Pas de compétition           |
| 1996-1997 | 1. Bundesliga           | 3e                      | 1/8 finale              | Finaliste               | C1 : 1/2 Finale              | N.Q                          |
| 1997-1998 | 1. Bundesliga           | Champion                | Vainqueur               | N.Q                     | C3 : Vainqueur               | N.Q                          |
| 1998-1999 | 1. Bundesliga           | Champion                | Vainqueur               | Vainqueur               | C1 : 1/4 de finale           | N.Q                          |
| 1999-2000 | 1. Bundesliga           | Champion                | Vainqueur               | Finaliste               | C1 : Finaliste               | N.Q                          |
| 2000-2001 | 1. Bundesliga           | 5e                      | 3e tour                 | Finaliste               | C1 : 1/2 Finale              | N.Q                          |
| 2001-2002 | 1. Bundesliga           | Champion                | 1/2 finale              | N.Q                     | C3 : Vainqueur               | N.Q                          |
| 2002-2003 | 1. Bundesliga           | 6e                      | 1/4 de finale           | Finaliste               | C1 : 1/4 de finale           | N.Q                          |
| 2003-2004 | 1. Bundesliga           | 2e                      | 1/2 finale              | N.Q                     | C3 : Vainqueur               | N.Q                          |
| 2004-2005 | 1. Bundesliga           | Champion                | Finaliste               | N.Q                     | C1 : 1/4 de finale           | SE : Finaliste               |
| 2005-2006 | 1. Bundesliga           | Champion                | 1/2 finale              | Vainqueur               | C1 : 1/4 de finale           | N.Q                          |
| 2006-2007 | 1. Bundesliga           | Champion                | Vainqueur               | Finaliste               | C1 : Vainqueur               | N.Q                          |
| 2007-2008 | 1. Bundesliga           | Champion                | Vainqueur               | Vainqueur               | C1 : Finaliste               | SE : Vainqueur               |
| 2008-2009 | 1. Bundesliga           | Champion                | Vainqueur               | Vainqueur               | C1 : Finaliste               | SE : 3e                      |
| 2009-2010 | 1. Bundesliga           | Champion                | 1/4 de finale           | Finaliste               | C1 : Vainqueur               | Pas de compétition           |
| 2010-2011 | 1. Bundesliga           | 2e                      | Vainqueur               | Finaliste               | C1 : 1/4 de finale           | N.Q                          |
| 2011-2012 | 1. Bundesliga           | Champion                | Vainqueur               | Vainqueur               | C1 : Vainqueur               | CM : Vainqueur               |
| 2012-2013 | 1. Bundesliga           | Champion                | Vainqueur               | Vainqueur               | C1 : 4e                      | CM : Finaliste               |
| 2013-2014 | 1. Bundesliga           | Champion                | 1/8 de finale           | Finaliste               | C1 : Finaliste               | N.Q                          |
| 2014-2015 | 1. Bundesliga           | Champion                | 1/4 de finale           | Vainqueur               | C1 : 4e                      | N.Q                          |
| 2015-2016 | 1. Bundesliga           | 3e                      | 1/4 de finale           | Vainqueur               | C1 : 4e                      | N.Q                          |
| 2016-2017 | 1. Bundesliga           | 3e                      | Vainqueur               | N.Q                     | C1 : 1/4 de finale           | N.Q                          |
| 2017-2018 | 1. Bundesliga           | 5e                      | 1/8 de finale           | Finaliste               | C1 : 1/4 de finale           | N.Q                          |
| 2018-2019 | 1. Bundesliga           | 2e                      | Vainqueur               | N.Q                     | C3 : Vainqueur               | N.Q                          |
| 2019-2020 | 1. Bundesliga           | Champion                | 1/2 finale              | Finaliste               | C1 : Vainqueur               | CM : Finaliste               |
| 2020-2021 | 1. Bundesliga           | Champion                | 1/2 finale              | Vainqueur               | C1 : 1/4 de finale           | Pas de compétition           |
| 2021-2022 | 1. Bundesliga           | 2e                      | Vainqueur               | Vainqueur               | C1 : 3e                      | -                            |
| 2022-2023 | 1. Bundesliga           | Champion                | 1/4 de finale           | Vainqueur               | C1 : 1/4 de finale           | -                            |
| 2023-2024 | 1. Bundesliga           | 4e                      | 1/16 de finale          | Vainqueur               | C1 : 3e                      | -                            |
| 2024-2025 | 1. Bundesliga           | 4e                      | Vainqueur               | N.Q.                    | C3 : 3e                      | -                            |
| 2025-2026 | 1. Bundesliga           | à venir                 | à venir                 | à venir                 | C3 : à venir                 | -                            |

1. ↑  Pour les compétitions internationales, C1=Ligue des champions, C3=Coupe de l'EHF, SE=Supercoupe d'Europe et CM=Coupe du monde des clubs.
2. 1 2  La saison 2019-2020 ayant été perturbée par la pandémie de Covid-19, les demi-finales de la Ligue des champions et de la Coupe d'Allemagne ont été respectivement reportés en décembre 2020 et juin 2021 (il n'y a donc pas eu de Coupe d'Allemagne en 2020/21).

## Effectif actuel

### Transferts
| Année    | Joueur | Joueur                  | Provenance           |
| -------- | ------ | ----------------------- | -------------------- |
| Arrivées |        |                         |                      |
| 2024     |        | Lukas Zerbe             | TBV Lemgo            |
| 2024     |        | Emil Wernsdorf Madsen   | GOG Håndbold         |
| 2024     |        | Bence Imre              | Ferencváros TC       |
| 2024     |        | Leon Nowottny           | équipe jeunes        |
| 2024     |        | Andreas Wolff           | KS Kielce            |
| 2025     |        | Gonzalo Pérez de Vargas | FC Barcelone         |
| 2025     |        | Veron Načinović         | Montpellier Handball |

| Année   | Joueur | Joueur           | Destination                    |
| ------- | ------ | ---------------- | ------------------------------ |
| Départs |        |                  |                                |
| 2024    |        | Niclas Ekberg    | Ystads IF                      |
| 2024    |        | Sven Ehrig       | Team Tvis Holstebro            |
| 2024    |        | Eduardo Gurbindo | Beşiktaş JK                    |
| 2024    |        | Steffen Weinhold | fin de carrière                |
| 2024    |        | Karl Wallinius   | Ribe-Esbjerg HH (Nov. 2024)    |
| 2024    |        | Samir Bellahcene | TVB 1898 Stuttgart (Nov. 2024) |
| 2025    |        | Tomáš Mrkva      | SC DHfK Leipzig                |
| 2025    |        | Henri Pabst      | TuS N-Lübbecke                 |

## Personnalités liées au club

### Trophées individuels
Cinq joueurs ont été élus à sept reprises meilleur joueur de la saison en Allemagne :
- Henning Fritz (1) : 2004-2005
- Nikola Karabatic (2) : 2006-2007, 2007-2008
- Filip Jícha (2) : 2008-2009, 2009-2010
- Kim Andersson (1) : 2011-2012
- Domagoj Duvnjak (1) : 2019-2020

Sept joueurs ont été élus à neuf reprises meilleur joueur de l'année en Allemagne :
- Henning Fritz (1) : 2004
- Nikola Karabatic (2) : 2007, 2008
- Filip Jícha (2) : 2009, 2010
- Andreas Wolff (1) : 2016
- Patrick Wiencek (1) : 2018
- Hendrik Pekeler (1) : 2020
- Niklas Landin Jacobsen (1) : 2021

Cinq joueurs ont été élus à six reprises meilleur buteur de la saison :
- en Ligue des champions
  -  Nikola Karabatic (1) : 2006-2007 (89 buts)
  -  Filip Jícha (2) : 2008-2009 (99 buts) et 2009-2010 (119 buts)
  -  Niclas Ekberg (1) : 2019-2020 (85 buts)
- en Championnat
  -  Predrag Timko (1) : 1979-1980 (178 buts)
  -  Marko Vujin (1) : 2013-2014 (248 buts)

Trois entraineurs ont été élus à neuf reprises meilleur entraineur de la saison en Allemagne :
- Zvonimir Serdarušić (3) : 1996, 1999, 2005
- Alfreð Gíslason (5) 2009, 2011,2012, 2015, 2019
- Filip Jícha (1) : 2020

### Joueurs célèbres
Parmi les anciens joueurs célèbres, on trouve :
- Marcus Ahlm (2003-2013)
- Kim Andersson (2005-2012)
- Mattias Andersson (GB, 2001-2008)
- Igor Anic (2007-2010 et 2015-2016)
- Nikolaj Bredahl Jacobsen (1998-2004)
- Jérôme Fernandez (2010-2011)
- Henning Fritz (GB, 2001-2007)
- Momir Ilić (2009-2013)
- Filip Jícha (2007-2015)
- Nikola Karabatic (2005-2009)
- Vid Kavtičnik (2005-2009)
- Dominik Klein (2006-2016)
- Thomas Knorr (1992-1998)
- Michael Krieter (GB, 1983-1998)
- Stefan Lövgren (1999-2009)
- Demetrio Lozano (2001-2004)
- Børge Lund (2007-2010)
- Henrik Lundström (2004-2012)
- Daniel Narcisse (2009-2013)
- Staffan Olsson (1996-2003)
- Thierry Omeyer (GB, 2006-2013)
- Andreas Palicka (GB, 2008-2015)
- Aron Pálmarsson (2009-2015)
- Nenad Peruničić (1997-2001)
- Klaus-Dieter Petersen (1993-2008)
- Johan Petersson (2001-2005)
- Wolfgang Schwenke (1987-2001)
- Uwe Schwenker (1980-1992)
- Guðjón Valur Sigurðsson (2012-2014)
- Goran Stojanović (de) (GB, 1996-1999)
- René Toft Hansen (2012-2018)
- Magnus Wislander (1990-2002)
- Christian Zeitz (2003-2014 et 2016-2018)

### Entraîneurs successifs
Les entraîneurs successifs du THW Kiel sont :
- Filip Jícha  : depuis 2019
- Alfreð Gíslason  : de 2008 à 2019
- Zvonimir Serdarušić / : de 1993 à 2008
- Uwe Schwenker : en 1993
- Holger Oertel : de 1989 à 1992
- Josip Milković  : en 1989
- Marek Panas  : de 1987 à 1989
- Jóhann Ingi Gunnarsson  : de 1983 à 1986
- Herward Wieck : de 1981 à 1982
- Marinko Andrić  : de 1980 à 1981
- Gerd Welz : de 1979 à 1980
- Werner Kirst : de 1978 à 1979
- Željko Seleš  : de 1977 à 1978
- Gerd Welz : de 1975 à 1977
- Werner Kirst : en 1975
- Adolf Gabriel : de 1973 à 1975
- Kurt Bartels, Rolf Krabbenhöft, Bernd Struck : de 1972 à 1973
- Hein Dahlinger : de 1958 à 1972
- Fritz Westheider : de 1930 à 1958

## Divers

### Infrastructures

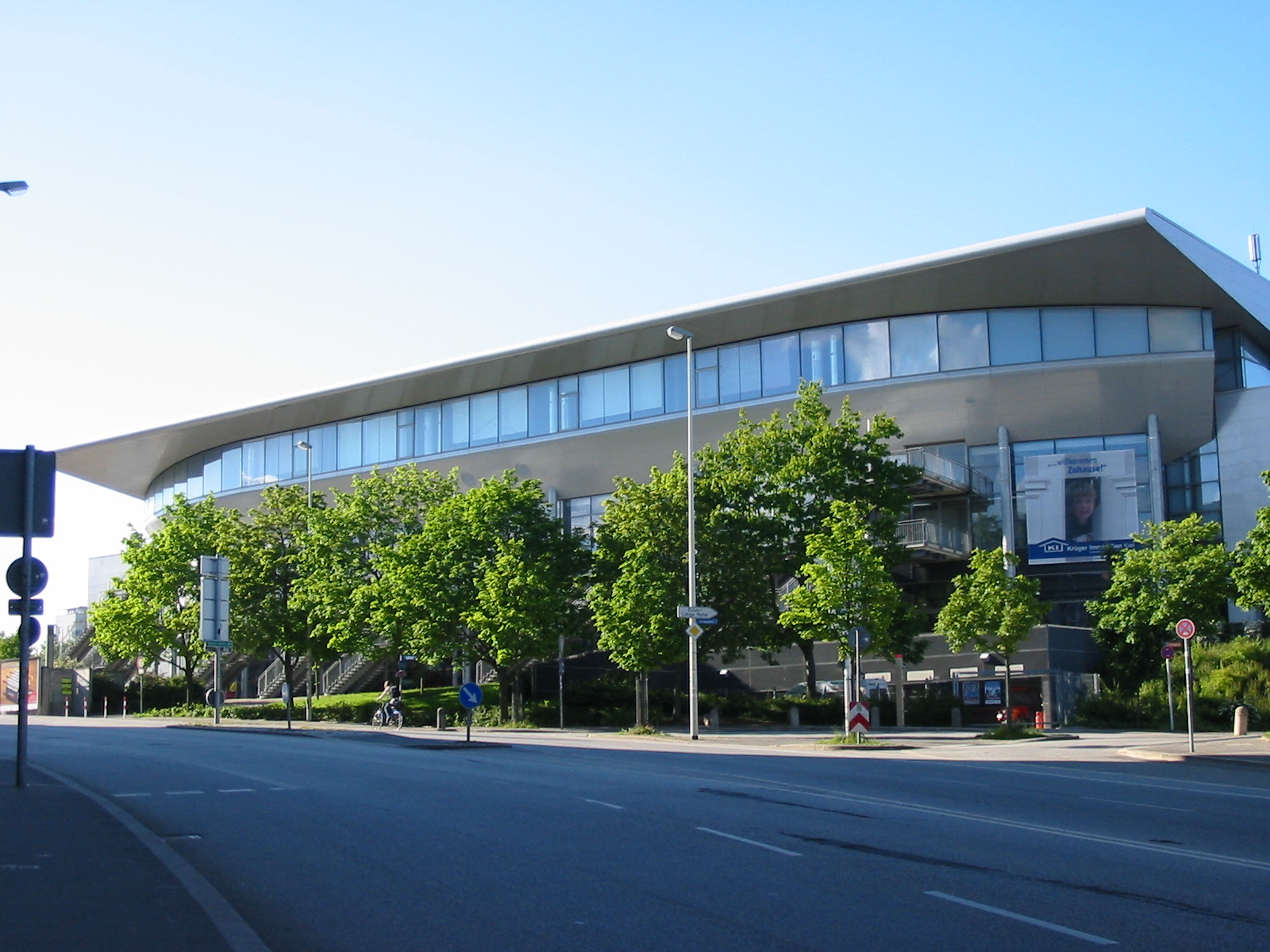
La Sparkassen-Arena.

La Sparkassen-Arena est la salle du THW Kiel, elle possède une capacité de 10 250 places, la salle appartient au "Ostseehalle Kiel" et au "Betriebsgesellschaft mbH & Co. KG".

### Équipementiers
| Période                              | Équipementier | Réf.  |
| ------------------------------------ | ------------- | ----- |
| 56 ans : jusqu'à la saison 2018/2019 | Adidas        | [ 6 ] |
| saison 2019/2020 – 2025              | Hummel        | ,     |

## Galerie photo

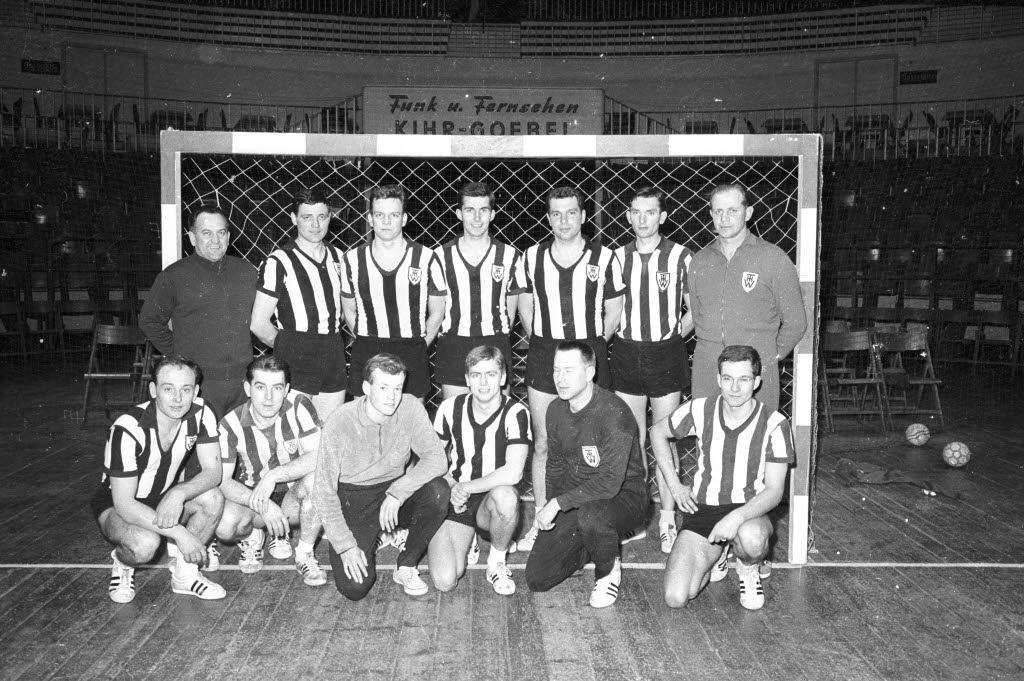
Effectif pour la saison 1966/67
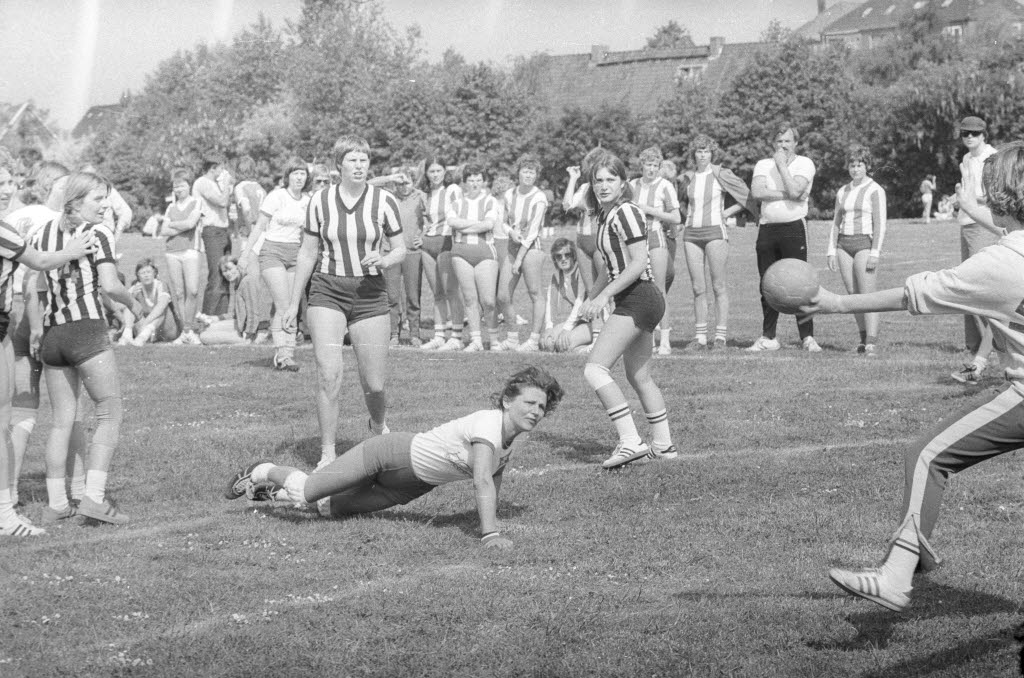
Les joueuses du THW Kiel lors d'un tournoi de handball à onze en 1977.
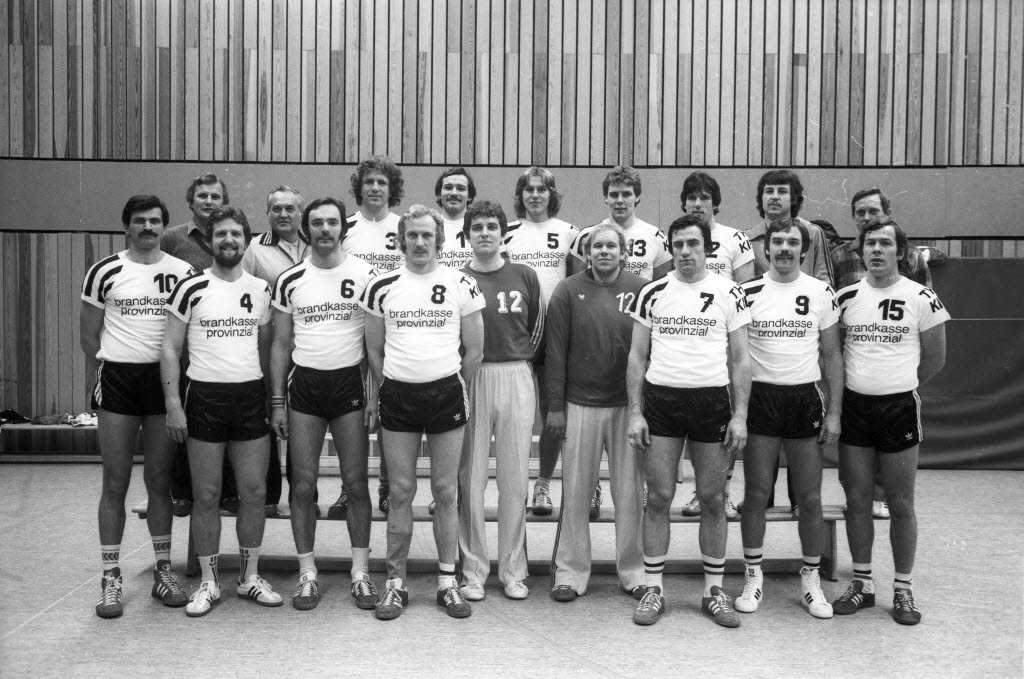
Effectif pour la saison 1979/80
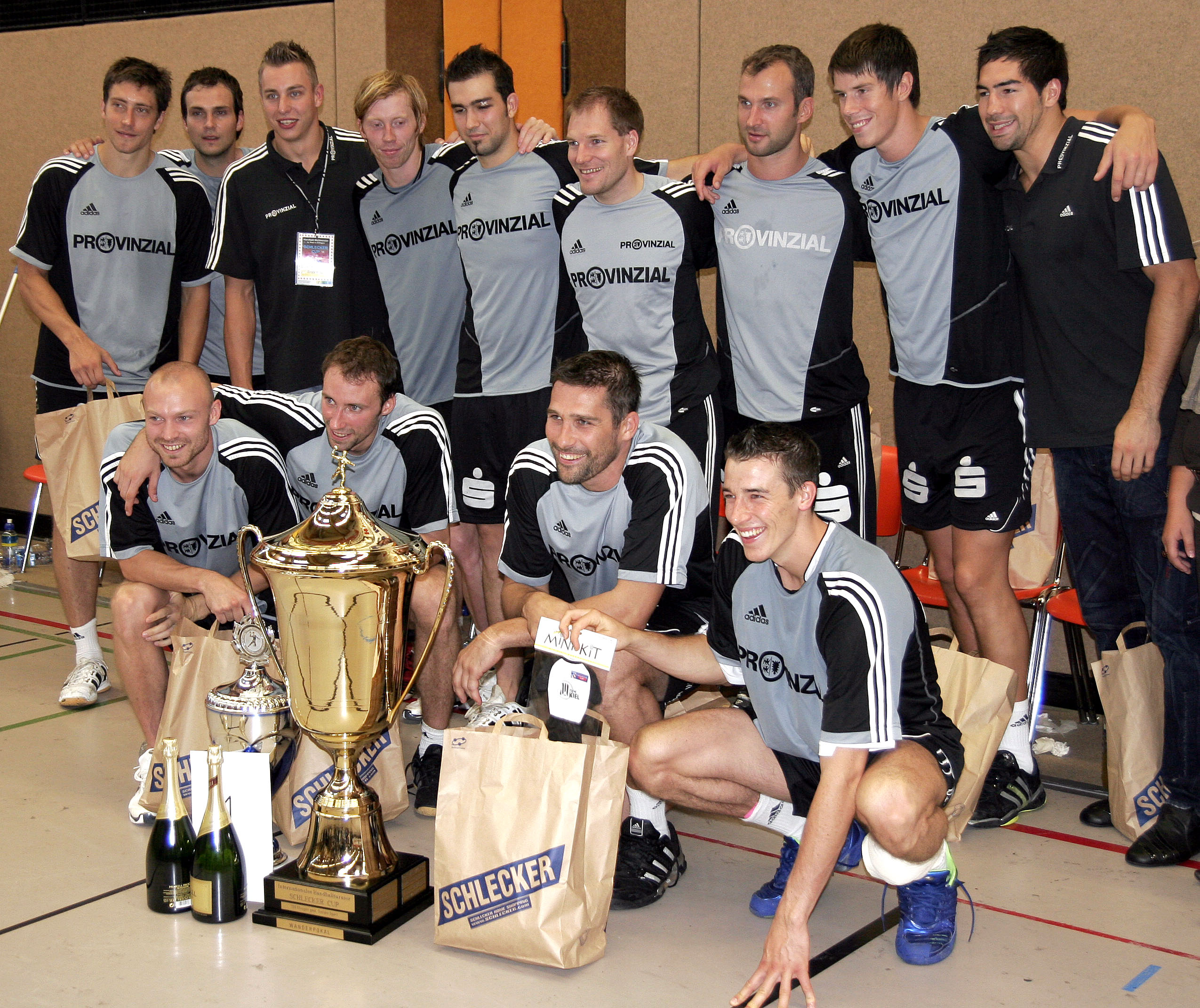
Le THW Kiel le 12 août 2007, remportant la Coupe Schlecker.
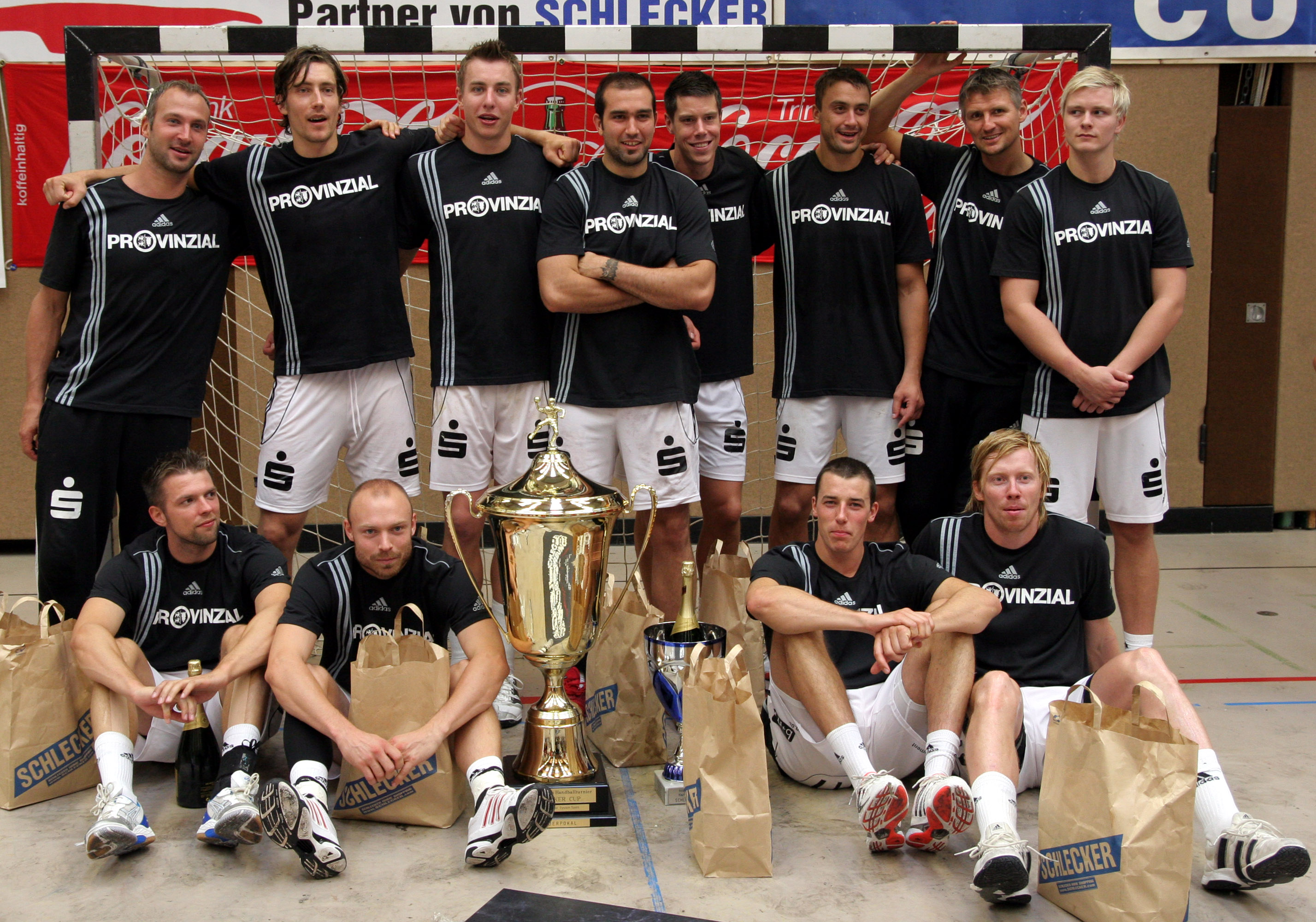
Le THW Kiel le 23 août 2009, remportant la Coupe Schlecker.
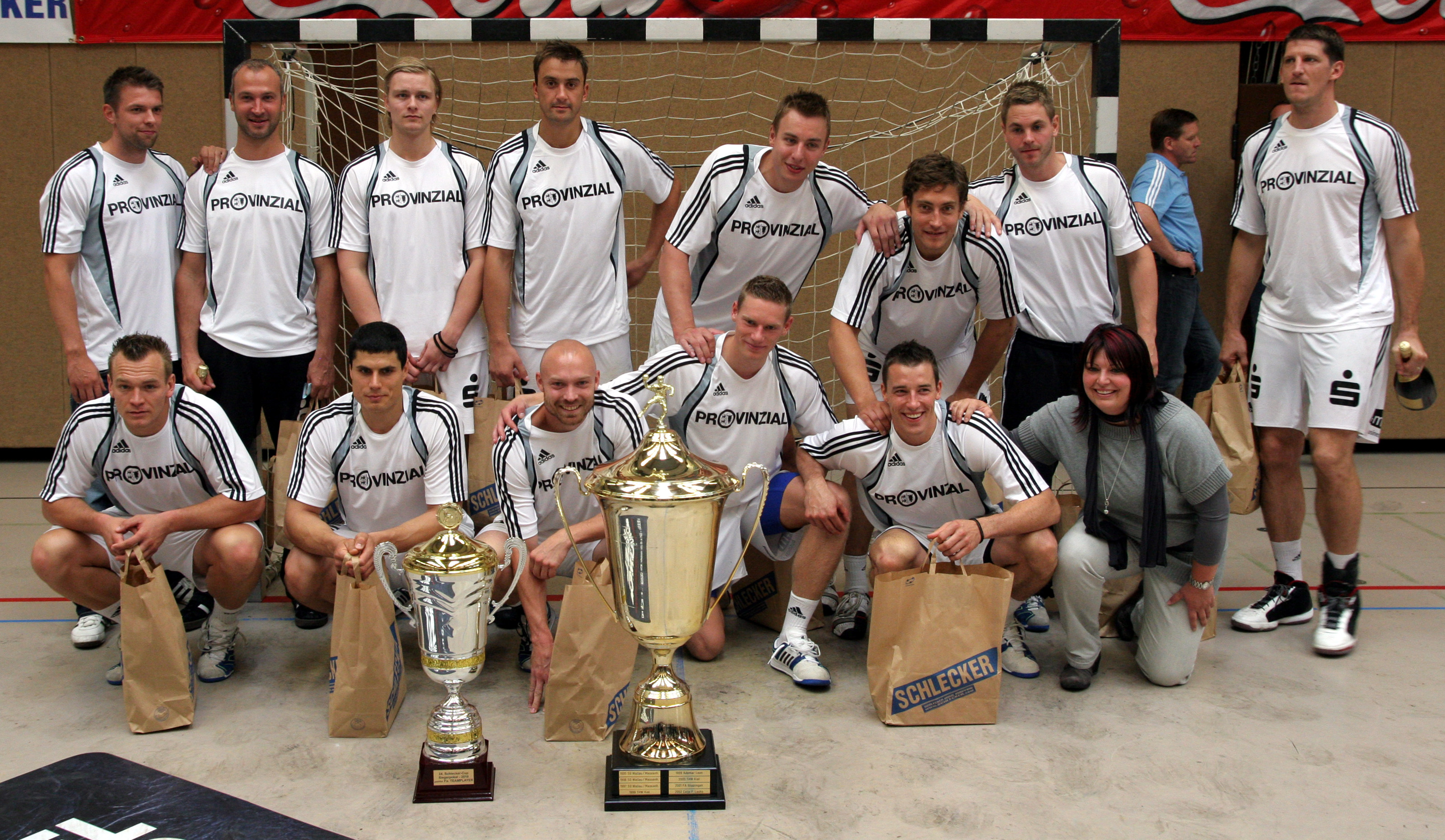
Le THW Kiel, le 15 août 2010.
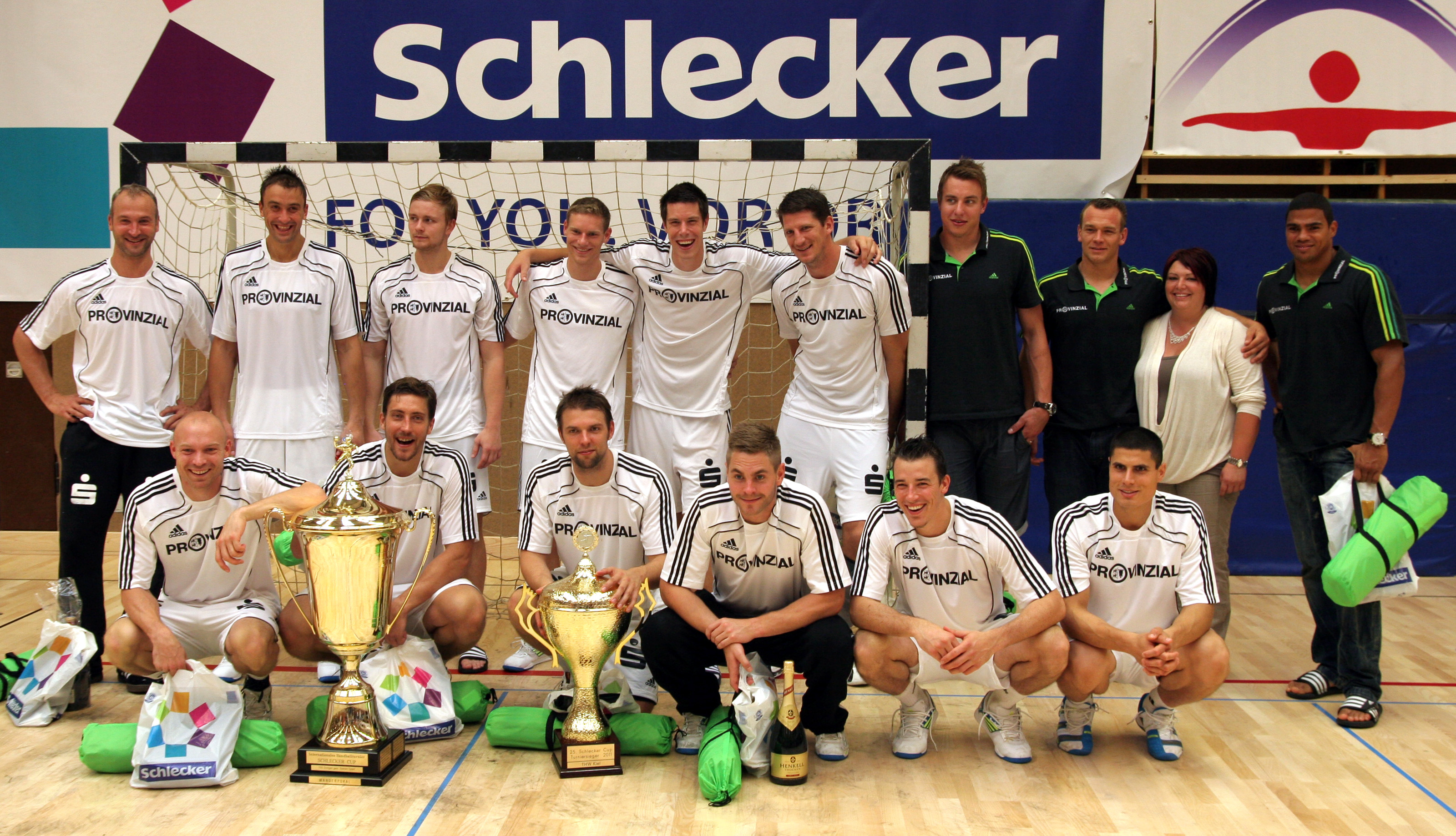
THW Kiel le 21 août 2011.
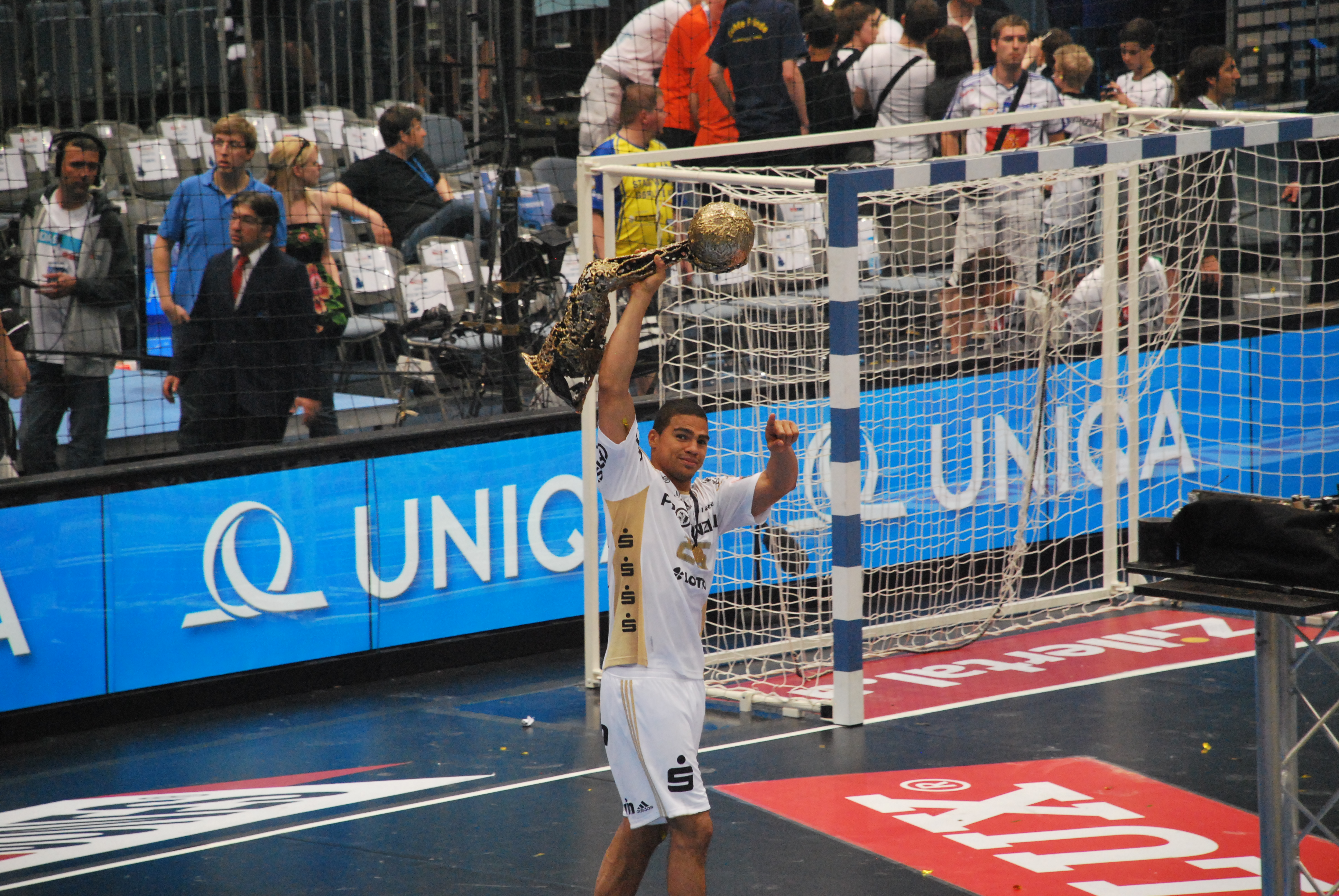
Daniel Narcisse avec le trophée de la Ligue des champions 2012.